# Howlin’ Wolf
Howlin’ Wolf, właśc. Chester Arthur Burnett (ur. 10 czerwca 1910, zm. 10 stycznia 1976) – amerykański bluesman związany z bluesem chicagowskim.

## Życie i działalność

### Początki
Chester Arthur Burnett urodził się 10 czerwca 1910 r., najpewniej w West Point w hrabstwie Clay w stanie Missisipi. Rodzina rolnicza (ojciec Dock Burnett i matka Gertrude mieli sześcioro dzieci), przenosiła się z miejsca na miejsce, dlatego bardzo mało wiadomo o jego wczesnych latach życia.
Jako młody, wysoki i mocnej budowy chłopiec, śpiewał w chórze Life Board Babtist Church w Aberdeen w stanie Missisipi. Mieszkali także na plantacji Young & Myers w Ruleville w tym samym stanie. Od 1923 r. pracował zarobkowo w różnych barach, jadłodajniach, smażalniach ryb i spelunkach (slang juke) w rejonie Drew, Cleveland, Penton, West Point i Ruleville w Missisipi. Od 1928 do początku 1930 r. rodzina przebywała na plantacji Nata Phillipsa w miejscowości Twist w stanie Arkansas.
W wieku 18 lat (1928 r.) Chester otrzymał gitarę. Jego pierwszym idolem był bluesman Charley Patton, który w tym czasie przebywał w okolicy plantacji, na której pracował Wolf. Zgłosił się więc do Pattona i poprosił go o lekcje gry. Patton wyraził zgodę i nauczył go jednego ze swoich najsłynniejszych utworów „Stone Poney Blues”. Zachęciło to Wolfa do dalszej nauki, gdyż zobaczył, że grając i śpiewając bluesa, można sobie dorobić. Uczył się także grać na harmonijce ustnej. Jego nauczycielem był niejaki Rice, czyli Aleck Miller (bardziej znany jako Sonny Boy Williamson II), który starał się o rękę jego siostry Przez jakiś czas, w połowie lat 30., wędrowali i występowali razem z Robertem Johnsonem, potem także z Texasem Alexandrem i innymi bluesmanami. Johnson, chociaż w wieku Chestera (Rice był od nich starszy o ok. 10 lat), był już bardzo doświadczonym wędrownym bluesmanem i zachęcał ich do podjęcia samodzielnych wędrówek i występowania. Żaden z nich się jednak na to nie zdecydował.
Jeszcze jako 20-latek Chester czasami jeździł z ojcem do Memphis w stanie Tennessee, gdzie bywał na koncertach słynnego jug bandu Mississippi Sheiks prowadzonego przez jego sąsiadów, braci Armentera i Sama Chatmonów. Idea zespołowego grania bardzo silnie oddziaływała na początkującego muzyka, ale nie przypuszczał, że zostanie kiedyś bluesmanem, bowiem czuł się rolnikiem.
W 1938 r. współpracował z bluesmanem Robertem Lockwoodem i innymi lokalnymi bluesmanami w Memphis. Mimo swojego potężnego i imponującego wyglądu nie został wzięty do wojska. Dopiero gdy USA w 1941 r. włączyły się do II wojny światowej wojsko upomniało się o niego i służył w okolicy Seattle w stanie Waszyngton.
W latach 30. założył rodzinę. Jego żoną została siostra bluesmana Williego Browna.
Po wyjściu z wojska powrócił do ojca, jednak wkrótce zrozumiał, że najwyższa pora usamodzielnić się – miał 35 lat. Przeprowadził się więc do miasta Twist i zajął się pracą na roli. W 1945 r. przeniósł się do Penton, gdzie także był rolnikiem.

### Bluesman
W 1946 r. zerwał z rolnictwem i założył swój pierwszy zespół, z którym występował w barach, knajpach i spelunkach w Lake Cummins w Missisipi. W 1947 r. występował w barach i knajpach w West Memphis w stanie Arkansas, gdzie zamieszkał. W 1948 r. wraz ze swoim zespołem wędrował i występował na południu USA. Był już wtedy żonaty z drugą i ostatnią żoną Lillie Handley, z którą miał syna i trzy córki.
Jego zespół stanowili nastoletni muzycy: gitarzysta Willie Johnson, perkusista Willie Steele i pianista William Johnson. Czasami dołączali do nich tacy bluesmani jak gitarzysta Matt Murphy i cały szereg bluesmanów grających na harmonijce; najsłynniejsi z nich to Junior Parker i James Cotton.
W 1948 r. rozpoczął także pracę w lokalnym radiu KWEM jako dyskdżokej, gdzie propagował różne style bluesa. Utrzymał tę pracę do 1952 r.
W 1951 r. wypatrzyli go łowcy talentów braci Biharich, którzy mieli w Los Angeles w Kalifornii swoje firmy Modern i RPM, ale w Memphis ich człowiekiem był Sam Phillips prowadzący firmę Memphis Recording Service. 14 maja 1951 r. odbyła się w tym studiu pierwsza sesja nagraniowa Howlin’ Wolfa wraz ze jego zespołem: pianista Ike Turner, gitarzysta Willie Johnson i perkusista Willie Steele. Plonem sesji stały się dwa słynne bluesy Wolfa: „Moanin’ at Midnight” oraz „How Many More Years”. Ponieważ Phillips miał kontrakt z firmą Chess z Chicago, posłał jej te nagrania. W listopadzie 1951 r. Chess wydała utwór „How Many More Years”, który dotarł do 4 pozycji na rhythmandbluesowej liście przebojów pisma Billboard.
W 1952 r. firma Chess namówiła Wolfa na przeprowadzkę do Chicago, co było korzystne zarówno dla bluesmana, jak i dla firmy. Wolf mógł łatwo znaleźć pracę w klubach bluesowych, a Chess miała pod ręką bardzo obiecującego artystę. Ponieważ większość najlepszych muzyków chicagowskich była już związana kontraktami, a reszta nie chciała ryzykować grając z właściwie nieznanym bluesmanem, Wolf pojechał do West Memphis i przywiózł swoich muzyków, m.in. rewelacyjnego młodego gitarzystę Huberta Sumlina i swojego starego gitarzystę Williego Johnsona oraz Jamesa Cottona.
Rozpoczął występować w klubach chicagowskich, takich jak Rock Bottom, Zanzibar, Sylvio’s Lounge, 708, Pepper’s itd.
W latach 1961–1964 występował w Europie w ramach American Folk Blues Festival. W 1964 r. podczas ostatniej tury koncertowej w ramach tego festiwalu, Wolf przyjechał do Warszawy i wystąpił na Jazz Jamboree w Sali Kongresowej.
W 1966 r. wystąpił na Newport Folk Festival.
W 1969 r. odbył tournée po Wielkiej Brytanii.
W 1970 r. zaczął występować przeciwko firmie Chess pod zarzutem nie wypłacania pieniędzy należnych mu za prawa autorskie.
Na początku lat 70. przeszedł atak serca, a w 1973 r. uległ podczas tournée wypadkowi samochodowemu Występował dalej siedząc na krześle.
W 1972 r. otrzymał doktorat honoris causa Uniwersytetu Columbia w Chicago. W 1975 r. otrzymał nagrodę Festiwalu w Montreux za album Back Door Wolf.
Zmarł w szpitalu dla weteranów podczas operacji na anewryzm.

## Krytyka i znaczenie
Na początku kariery największy wpływ wywarli na niego tacy czterej bluesmani jak Blind Lemon Jefferson, Tommy Johnson, Charley Patton i Sonny Boy Williamson II. Chociaż jako gitarzysta nigdy nie dorównał Jeffersonowi, Pattonowi i Johnsonowi, a jako harmonijkarz nie dorównał Williamsonowi, to główna jego siła tkwiła w charyzmatycznym wokalu. Operował głosem dynamicznie i potrafił szybko przejść z nastrojowego romantycznego wersu bluesa, do całkowicie agresywnego. Głos miał barwę ciemną, ale równocześnie był bardzo bogaty, dlatego jest natychmiast rozpoznawany. Nawet najbanalniejszy utwór potrafił uczynić ciekawym. Brzmiał dobrze zarówno w bluesach szybkich, jak i wolnych.
Swój artystyczny pseudonim wziął od bluesmana nazwiskiem J.T. Funny Papa Smith, który w 1930 r. nagrał Howling Wolf Blues w dwóch częściach. Jednak jego styl wykonawczy był zdecydowanie bardziej zwierzęcy od oryginalnego Howling Wolfa. Jego koncerty miały silny seksualny kontekst, zwłaszcza dzięki szczególnemu zachowaniu się Wolfa na scenie.
Oprócz własnych kompozycji, wykonywał znakomicie kompozycje Williego Dixona, który pisał także dla Muddy’ego Watersa. Był jedynym bluesmanem w Chicago, który potrafił z nim rywalizować.
Dzięki swojemu znakomitemu zespołowi przyczynił się do ukształtowania brzmienia zarówno bluesa chicagowskiego, jak i współczesnego. Wywarł tym samym wielki wpływ na muzykę rockową.
Pod jego wpływem znaleźli się Paul Butterfield Blues Band, Cream, Jimi Hendrix, John Fogerty, Woodrow Adams, Floyd Jones, Johnny Shines, Little Wolf, The Yardbirds, John Littlejohn, The Rolling Stones, Captain Beefheart i inni.
Został wprowadzony zarówno do Blues Hall of Fame, jak i do Rock and Roll Hall of Fame.

## Muzycy w jego zespołach (chronologicznie)
- Ike Turner – pianino
- Willie Johnson – gitara
- Willie Steele – perkusja
- Sonny Boy Williamson II – harmonijka
- James Cotton – harmonijka
- Albert Williams – pianino
- Calvin Newborn – gitara
- Tuff Green – kontrabas
- L.C Hubert? – pianino
- Bill Johnson? – pianino
- Walter Tang Smith – puzon
- Charles Taylor – saksofon tenorowy
- Otis Spann – pianino
- Lee Cooper – gitara
- Willie Dixon – kontrabas
- Fred Below – perkusja
- Jody Williams – gitara
- Hubert Sumlin – gitara
- Earl Phillips – perkusja
- Hosea Lee Kennard – pianino
- Otis Smokey Smothers – gitara
- Adolph Billy Dockins – saksofon tenorowy
- Alfred Elkins – gitara basowa
- L.D. McGhee – gitara
- S.P. Leary – perkusja
- Abb Locke – saksofon tenorowy
- Abraham Smothers – gitara
- Johnny Jones – pianino
- Jimmy Rogers – gitara
- Sam Lay – perkusja
- Henry Gray – pianino
- J.T. Brown – saksofon tenorowy
- Jerome Arnold – gitara basowa
- Junior Blackman – perkusja
- Jarrett Gibson – saksofon
- Donald Hankins – saksofon
- Buddy Guy – gitara
- Jack Myers – gitara basowa
- Lafayette Leake – pianino
- Arnold Rogers – saksofon tenorowy
- Andrew Palmer – gitara basowa
- Sunnyland Slim – pianino
- Clifton James – perkusja
- Eddie Shaw – saksofon tenorowy
- Lee Eggleston – pianino
- Cassell Burrows – perkusja
- Donald Myrick – flet
- Gene Barge – saksofon tenorowy
- Phil Upchurch – gitara
- Roland Faulkner – gitara
- Pete Cosey – gitara
- Louis Satterfield – gitara basowa
- Morris Jennings – perkusja
- Jeff Carp – harmonijka
- Steve Winwood – organy, pianino
- Ian Stewart – pianino
- Eric Clapton – gitara
- Klaus Voormann – gitara basowa
- Bill Wyman – gitara basowa, instrumenty perkusyjne
- Ringo Starr – perkusja
- Charlie Watts – perkusja
- Joe Miller – saksofon
- Jordan Sanke – saksofon
- Dennis Lansing – saksofon
- John Simon – pianino
- John Jerimiah – organy
- Sonny Thompson – pianino
- John Stocklin – gitara
- Bryce Robinson – gitara
- Bob Crowder – gitara basowa
- Tyrone Smith – perkusja

## Dyskografia
- Howlin’ for My Baby [Charly]
- The Wolf Is at Your Door
- Live in Cambridge, Ma.,1966 2007
- The Definitive Collection 2007
- Howlin’ Wolf Goin’ Out – Live 2007
- A Night with Howlin’ Wolf 2007
- Howlin’ Rare Performances 2007
- Sittin’ on Top of the World 2007
- Memphis Days 2006
- Blues Classics 2006
- Blues Man 2006
- The Blues Anthology 2006
- Howlin’ Wolf in Concert 2005
- 1952-1953 2004
- Sings the Blues [W.Bryt.] 2004
- Blue Note Revisited 2004
- The Best of Howlin’ Wolf [Master Classic] 2004
- The Best of… 2004
- Come Back Home 2004
- 1951-1952 2003
- 20th Century Masters: The Millennium... 2003
- The London Howlin’ Wolf Sessions: Deluxe Edition 2003
- Chicago Blue 2002
- Topdog/Underdog [Clean] 2002
- Moanin’ at Midnight: The Memphis Recordings 2002
- Wolf at Your Door [Arpeggio] 2001
- Smokestack Lightnin’: Live in Germany 1964 2001
- Electric Blues 2001
- Smokestack Lightning 2001
- Goin’ Down Slow 2000
- 16 Classic Tracks 2000
- His Best Vol. 2 1999
- Masters 1998
- Rockin’ the Blues: Live in Germany 1998
- His Best 1997
- Bluesmaster 1996
- Highway 49 & Other Classics 1996
- Killing Floor 1996
- Live at Joe’s 1973 1995
- The Legendary Masters Series 1995
- Ain’t Gonna Be Your Dog: Chess Collectibles... 1994
- Howlin’ Wolf Rides Again 1993
- The Chess Box 1991
- The Memphis Days: Definitive Edition, Vol. 2 1990
- Cadillac Daddy: Memphis Recordings 1952 1989
- Memphis Days: Definitive Edition, Vol. 1 1989
- Change My Way 1975
- The Back Door Wolf 1973
- Live & Cookin’ at Alice’s Revisited 1972
- The London Howlin’ Wolf Sessions 1971
- The London Howlin’ Wolf Sessions [Bonus Tracks] 1971
- The Super Super Blues Band 1967 (Howlin’ Wolf, Muddy Waters, Bo Diddley)
- More Real Folk Blues 1967
- The Real Folk Blues/More Real Folk Blues 1966
- Live in Cambridge, 1966 1966
- The Real Folk Blues 1966